# 警視庁武術世話掛

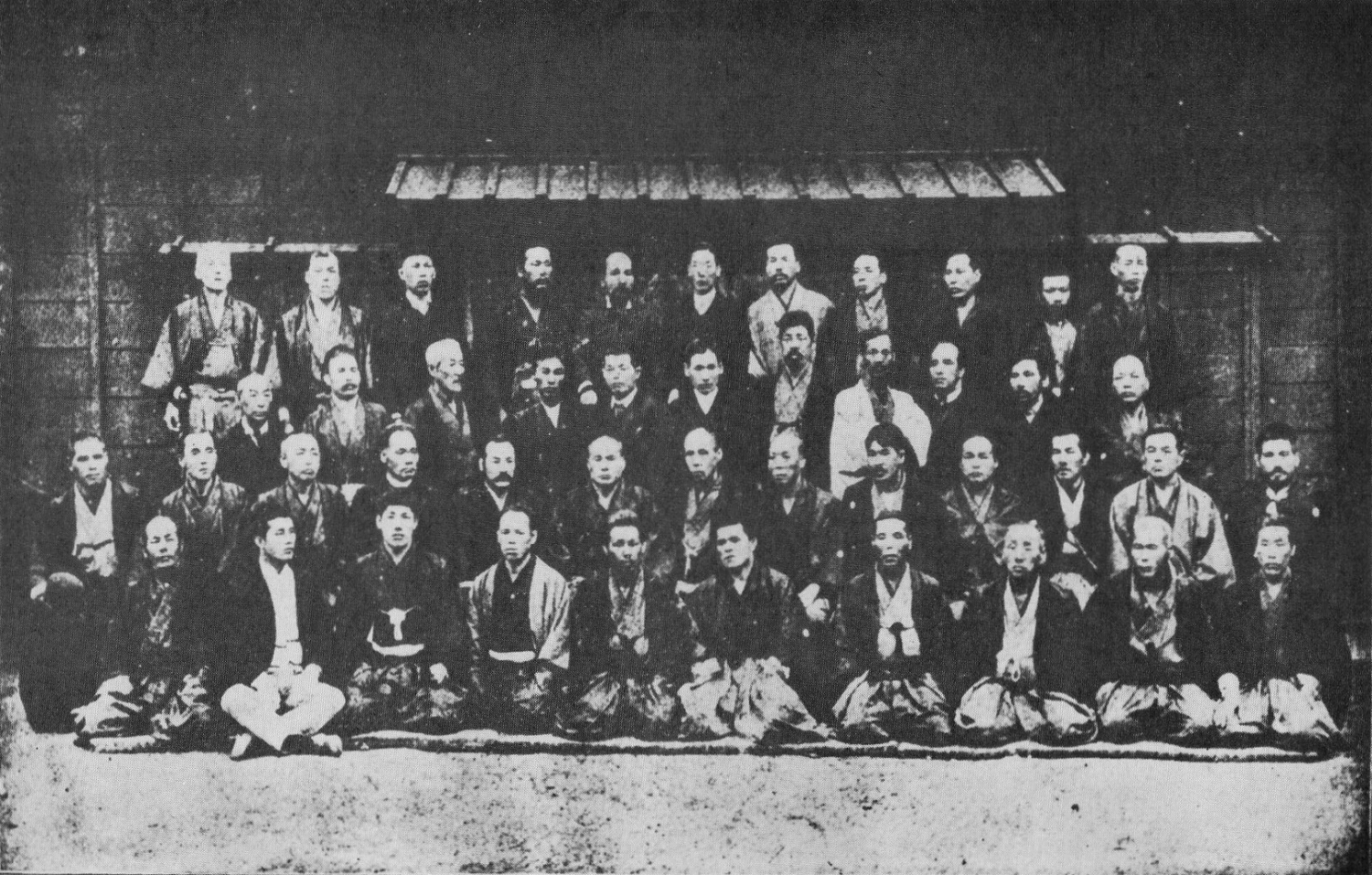
1888年（明治21年）ごろの警視庁武術世話掛

警視庁武術世話掛（けいしちょうぶじゅつせわかかり）とは、明治時代の警視庁に設けられた、警察官に剣術、柔術、捕手術を指導する係。現在の剣道、柔道、逮捕術の師範等に相当する。

## 前史

### 警視庁創設まで
1868年（明治元年）、明治新政府は町奉行を廃して刑法官を設置し、武術指導者として柔術は天神真楊流磯又右衛門、同谷虎雄、揚心流戸塚英美らを、剣術は北辰一刀流下江秀太郎、鏡心明智流桃井直行ら数名を採用した。翌1869年（明治2年）、官制改革により刑法官は刑部省逮部司となる。1871年（明治4年）、刑部省は弾正台と合併し司法省に改組された。このとき武術指導者はいずれも解雇された。1874年（明治7年）、内務省に本格的な警察組織警視庁が創設された。

### 警視隊抜刀隊
1877年（明治10年）、士族反乱西南戦争が起こった。警視庁（東京警視本署）は賊徒鎮定と治安維持のため、9500名からなる警視隊（別働第三旅団）を編成し、川路利良大警視（警視総監）が陸軍少将を兼任して旅団長を務めた。警視隊は大日本帝国陸軍の支援を行い、激戦となった田原坂の戦いでは警視隊から剣術に秀でた者100余名が選抜され、抜刀隊として戦った。抜刀隊の奮戦は、維新後廃れていた剣術が再評価される転機となった。

### 川路大警視訓示
川路利良大警視（警視総監）は『撃剣再興論』を著し、1879年（明治12年）、巡査教習所（現警視庁警察学校）において次のように訓示した。

## 撃剣世話掛
警視局（庁）は剣術（撃剣）を巡査の必修科目とし、指導者の採用審査を当時の剣術界の権威者榊原鍵吉に委嘱した。1879年（明治12年）、榊原の審査を経て、梶川義正、上田馬之助、逸見宗助が最初の撃剣世話掛に採用された。明治16年までに真貝忠篤、下江秀太郎、得能関四郎、三橋鑑一郎、阪部大作、柿本清吉、兼松直廉等の剣客が採用され、これらの剣客によって警視流撃剣の形が制定される。
1885年（明治18年）に警視庁が弥生神社で開いた撃剣大会は、剣術史上初の全国大会となった。翌1885年（明治18年）、第5代警視総監に就任した三島通庸は武術を振興し、三島が在任中に死去するまでの2年10か月間に警視庁武術は大きく飛躍した。他府県の剣客（高山峰三郎、奥村左近太等）や宮内省済寧館の剣客との試合、天覧兜割り試合への出場等、警視庁剣術の黄金時代であったといわれる。
警視庁の剣術稽古は立ち切り稽古など非常に荒いことで知られ、警視庁の朝稽古に参加して無事に朝飯を食べて帰れたら一人前であるといわれていた。稽古が終わるころには数えるほどの人物しか残っていなかった。
当時撃剣世話掛の若手であった高野佐三郎、高橋赳太郎、川崎善三郎、内藤高治、門奈正らは大正から昭和初期の剣道界に大きな影響力を持った。

## 柔術世話掛
柔術世話掛は撃剣世話掛より4年遅れ、1883年（明治16年）に発足した。1882年（明治15年）秋、警視庁は久留米の柔術家下坂才蔵に初代柔術指南役（世話掛）招聘依嘱の書簡を送り、下坂から推薦された久富鉄太郎（渋川流）、仲段蔵（関口新々流）、上原庄吾（良移心頭流）、中村半助（良移心頭流）が翌年3月に上京したのが最初である。その年の1月、各警察署へ「巡査一同は撃剣同様、柔術を修業するように」との内達が出された。柔術世話掛によって警視流柔術の形が制定される。
当時柔術界の新興勢力であった講道館柔道が警視庁武術大会に出場したことは小説『姿三四郎』などでも知られる。講道館からは西郷四郎、山下義韶、横山作次郎、富田常次郎、有馬純文、岩崎法賢、川合慶次郎、宗像逸郎、竿代文蔵、大坪克和、小田勝太郎、吉村新六らが出場し、主に揚心流戸塚彦介の門人と試合をした。この大会で2、3の引き分けの他は講道館が勝ったことから、講道館柔道が警視庁に採用されることとなった。
山下義韶は大正時代に「警視庁捕手ノ形」制定に尽力し、より犯人を捕らえることに適した技法を編み出した。

## 名称の変遷
- 1910年（明治43年）、「師範」の呼称が設けられる。
- 1912年（大正元年）、警視庁では「撃剣」が「剣道」に改称された。同じころ「柔術」も「柔道」に改称された。
- 1916年（大正5年）、「助手」の制度が設けられ、各警察署の署員の中から柔剣道に秀でた者を1名ずつ選抜して助手に任命し、柔剣道に専従させた。
- 1926年（大正15年）、「助教」の制度が設けられた[注釈 1]。
- 1933年（昭和8年）、助教を「教師」に改称。
- 1939年（昭和14年）、助手を「助教」に改称。

これらの名称は現在の警視庁に受け継がれ、主席師範から助教までの職階が設けられている。
| 序列 | 名称       |
| ---- | ---------- |
| ※    | 名誉師範   |
| 1    | 主席師範   |
| 2    | 副主席師範 |
| 3    | 師範       |
| 4    | 教師       |
| 5    | 助教       |

## 警視庁武術世話掛
浅見克光、金谷元良(戸塚派揚心流)、久富鉄太郎、真貝忠篤、薗部久五郎、仲段蔵、
谷寅雄(天神真楊流)、戸張瀧三郎(天神真楊流)、山下義韶、上原庄吾
内藤高治、三橋鑑一郎、宮部朝道、岩崎法賢、大島彦三郎、坂部大作、伊丹七左衛門、
中村半助、田子信重(天神真楊流)、河野一二、除川喜十郎、千葉之胤、今村四三二
会田定次郎、長坂忠哉、矢部庸徳、武藤秀茂、佐々木正宜、山本欽作、今井行太郎、野村喜之助、兼松直廉、松井百太郎、梶川義正
根岸信五郎、森耕蔵、中村仙次郎、柴田衛守、好地円太郎、得能関四郎、逸見宗助、太田資直、佐村正明、夏見又之進、崎田美寛